# Амифонтен
Амифонтен (фр. Amifontaine) насеље је и општина у североисточној Француској у региону Пикардија, у департману Ен (Пикардија) која припада префектури Лаон.
По подацима из 2011. године у општини је живело 416 становника, а густина насељености је износила 14,91 становника/km². Општина се простире на површини од 27,9 km². Налази се на средњој надморској висини од 80 метара (максималној 119 m, а минималној 64 m).

## Демографија
| 1962. | 1968. | 1975. | 1982. | 1990. | 1999. | 2011. |
| ----- | ----- | ----- | ----- | ----- | ----- | ----- |
| 394   | 417   | 420   | 376   | 351   | 387   | 416   |

График промене броја становника у току последњих година